# Posłowie na Sejm Republiki Litewskiej 2000–2004
Posłowie na Sejm Republiki Litewskiej 2000–2004 zostali wybrani w wyborach parlamentarnych, które odbyły się w dwóch turach: 8 i 22 października 2000.
Sejm tej kadencji urzędował od 19 października 2000 do 14 listopada 2004.
Stanowisko przewodniczącego parlamentu zajmował Artūras Paulauskas z wyłączeniem okresu od 20 kwietnia do 11 lipca 2004, gdy pełnił obowiązki głowy państwa po usunięciu z urzędu prezydenta Rolandasa Paksasa. W tym czasie p.o. marszałka był Česlovas Juršėnas.

## Lista posłów według frakcji na koniec kadencji

### Koalicja SocjaldemokratycznaLDDP-LSDP-LRS
Wybrani z ramienia LDDP:
- Ona Babonienė
- Zigmantas Balčytis
- Vydas Baravykas
- Mindaugas Bastys
- Juozas Bernatonis
- Bronius Bradauskas
- Jonas Budrevičius
- Vytautas Einoris
- Valentinas Greičiūnas
- Česlovas Juršėnas
- Edvardas Kaniava
- Justinas Karosas
- Gediminas Kirkilas
- Algirdas Kunčinas
- Alfonsas Macaitis
- Zenonas Mačernius
- Petras Papovas
- Artur Płokszto
- Wasilij Popow
- Mykolas Pronckus
- Alfonsas Pulokas
- Algis Rimas
- Algimantas Salamakinas
- Vytautas Saulis
- Rimantas Sinkevičius
- Irena Šiaulienė
- Antanas Valys, od 15 października 2002
- Virmantas Velikonis

Wybrani z ramienia LSDP:
- Sigita Burbienė
- Algirdas Butkevičius
- Jonas Jurkus
- Dobilas Kirvelis, od 3 lipca 2004
- Jonas Korenka
- Kęstutis Kriščiūnas
- Nikołaj Miedwiediew
- Gintautas Mikolaitis
- Visvaldas Nekrašas
- Juozas Olekas
- Giedrė Purvaneckienė
- Julius Sabatauskas
- Algirdas Sysas
- Gražina Šmigelskienė, od 23 czerwca 2004
- Birutė Vėsaitė
- Roma Žakaitienė

Wybrani z ramienia LRS:
- Siergiej Dmitrijew
- Vladimiras Orechovas
- Jurgis Utovka

Wybrani z ramienia LLS:
- Jūratė Juozaitienė
- Juozas Raistenskis

Wybrani z ramienia NS:
- Gediminas Dalinkevičius
- Juozas Palionis

Wybrany z ramienia LVP:
- Edvardas Karečka

Wybrana z ramienia NDP:
- Janė Narvilienė

### Związek Liberałów i Centrum
Wybrani z ramienia LLS:
- Gintautas Babravičius
- Jonas Čekuolis
- Algirdas Gricius
- Jonas Jučas
- Audrius Klišonis
- Saulius Lapėnas
- Arminas Lydeka
- Eligijus Masiulis
- Juozas Matulevičius
- Artūras Melianas
- Raimundas Palaitis
- Klemensas Rimšelis
- Romanas Sedlickas
- Gintaras Steponavičius
- Raimondas Šukys
- Dalia Teišerskytė

Wybrany z ramienia LSDP:
- Stasys Kružinauskas

Wybrany z ramienia LCS:
- Gintaras Šileikis

Wybrany z ramienia MKD:
- Algis Kašėta

Wybrany jako kandydat niezależny:
- Kęstutis Glaveckas

Wybrana z ramienia NS:
- Ilona Stulpinienė, od 2 lipca 2004

### Nowy Związek (Socjalliberałowie)
- Algimantas Indriūnas
- Gediminas Jakavonis
- Vaclovas Karbauskis
- Gintautas Kniukšta
- Jeronimas Kraujelis
- Kęstutis Kuzmickas
- Dangutė Mikutienė
- Algirdas Monkevičius
- Artūras Paulauskas
- Alvydas Ramanauskas
- Alvydas Sadeckas
- Valerijus Simulik
- Artūras Skardžius
- Wacłau Stankiewicz
- Nijolė Steiblienė
- Eduardas Šablinskas
- Gintautas Šivickas
- Walerij Tretiakow
- Rimas Valčiukas
- Domininkas Velička, z ramienia LLS

### Partia Liberalno-Demokratyczna
Wybrani z ramienia LLS:
- Dailis Barakauskas
- Vytautas Lapėnas
- Jonas Lionginas
- Eugenijus Maldeikis
- Algimantas Matulevičius
- Eimundas Savickas
- Egidijus Skarbalius
- Pranas Vilkas
- Vladas Žalnerauskas
- Henrikas Žukauskas

Wybrani z ramienia NS:
- Jonas Čiulevičius
- Aleksander Popławski
- Kęstutis Skamarakas

Wybrani z ramienia AWPL:
- Gabriel Jan Mincewicz
- Waldemar Tomaszewski

### Związek Ojczyzny
- Vilija Aleknaitė-Abramikienė, od 17 sierpnia 2004
- Irena Degutienė
- Povilas Jakučionis
- Rasa Juknevičienė
- Andrius Kubilius
- Saulius Nefas, od 29 czerwca 2004
- Jurgis Razma
- Antanas Stasiškis
- Artūras Vazbys, z ramienia LLS
- Egidijus Vareikis, z ramienia NS

### Związek Partii Chłopskiej i Nowej Demokracji
- Antanas Baura, z ramienia LVP
- Kazys Bobelis, z ramienia KDS
- Ramūnas Karbauskis, z ramienia LVP
- Viktoras Rinkevičius, z ramienia LVP
- Kazimira Prunskienė, z ramienia NDP
- Julius Veselka, wybrany jako kandydat niezależny
- Vytautas Zabiela, z ramienia LLS, od 1 listopada 2003

### Niezależni
- Stanislovas Buškevičius, z ramienia JL
- Wasilij Fiodorow, z ramienia NS
- Petras Gražulis, z ramienia LKDP
- Egidijus Klumbys, z ramienia NS
- Algirdas Saudargas, z ramienia LKDP
- Vytautas Šustauskas, z ramienia Lietuvos laisvės sąjunga
- Viktor Uspaskich, wybrany jako kandydat niezależny
- Gediminas Vagnorius, z ramienia NKS

## Posłowie, których mandat wygasł w trakcie kadencji
- Vytenis Andriukaitis, z ramienia LSDP, do 27 lipca 2004, zrzeczenie
- Audronius Ažubalis, z ramienia TS, od 23 czerwca 2004 do 28 czerwca 2004, faktycznie nie objął mandatu
- Gintaras Didžiokas, z ramienia NDP, do 22 czerwca 2004, zrzeczenie w związku z objęciem mandatu w PE
- Vytautas Juškus, z ramienia LDDP, od 2 lipca 2004 do 2 lipca 2004, faktycznie nie objął mandatu
- Dalia Kutraitė-Giedraitienė, z ramienia LLS, do 25 lutego 2003, zrzeczenie w związku z objęciem stanowiska w administracji prezydenckiej
- Vytautas Kvietkauskas, z ramienia NS, do 27 lipca 2004, zrzeczenie
- Vytautas Landsbergis, z ramienia TS, do 22 czerwca 2004, zrzeczenie w związku z objęciem mandatu w PE
- Virginijus Martišauskas, z ramienia LCS, do 10 października 2004, zrzeczenie
- Kęstutis Masiulis, z ramienia TS, od 28 lipca 2004 do 16 sierpnia 2004, faktycznie nie objął mandatu
- Vitas Matuzas, z ramienia TS, do 12 marca 2003, zrzeczenie
- Alvydas Medalinskas, z ramienia LLS, do 25 lutego 2003, zrzeczenie w związku z objęciem stanowiska w administracji prezydenckiej
- Rolandas Paksas, z ramienia LLS, do 15 lutego 2003, zrzeczenie w związku z objęciem urzędu prezydenta Litwy
- Rolandas Pavilionis, z ramienia NS, do 1 lipca 2004, zrzeczenie w związku z objęciem mandatu w PE
- Rimantas Ruzas, z ramienia LSDP, do 14 października 2002, zgon
- Aloyzas Sakalas, z ramienia LSDP, do 1 lipca 2004, zrzeczenie w związku z objęciem mandatu w PE
- Rimvydas Vaštakas, z ramienia LLS, do 31 października 2003, zrzeczenie
- Arvydas Vidžiūnas, z ramienia TS, do 1 lipca 2004, zrzeczenie